# Prosopa lismoniména
Prosopa lismoniména (Πρόσωπα λησμονημένα) és una pel·lícula grega dirigida per Iorgos Tzavellas i estrenada el 1946.
La pel·lícula va ser un fracàs comercial i Tzavéllas la considera la seva pitjor pel·lícula.

## Argument
Tonis, un noi malvat (Giorgos Pappas) torna d'Amèrica. En una festa, troba una exnòvia (Miranda Myrat). Havia deixat el seu marit i la seva filla per ell. Es va convertir en una prostituta. Tony comença a interessar-se per la filla de la seva ex (Zinet Lakaz), mentre la jove es prepara per casar-se amb el seu promès (Lampros Konstantaras). Tony intenta xantatge al marit de la seva ex (Aimilios Veakis). Finalment, ell és assassinat per ella.

## Repartiment
- Miranta Myrat : Maria
- Giorgos Pappas : Tonis
- Zinet Lakaz : Aliki
- Lámbros Konstandáras : Pavlos
- Athanasia Moustaka :
- Dimos Starenios :
- Aimilios Veakis :
- Sotos Arvanis :
- Marika Filippidi :
- Julia Fragiadaki :
- Joly Garbi :
- Alekos Gonis :
- Stélla Gréka :
- Nasos Kedrakas :
- Giorgos Koukoulis :
- G. Longos :
- Eleni Mihalitsianou :
- Takis Saliaris :
- Koulis Stoligas :
- Iorgos Tzavellas :